# Frederick Gugenheim Gregory
Frederick Gugenheim Gregory (Londres, 22 de dezembro de 1893 — Londres, 27 de novembro de 1961) foi um botânico e fisiologista vegetal britânico.
Recebeu a Medalha Real em 1957.